# The Cats of Mirikitani
The Cats of Mirikitani is een documentairefilm die werd uitgebracht in 2006.
De film gaat over de Japans- Amerikaanse kunstschilder Jimmy Mirikitani (1920 - 2012), geboren als Tsutomo Mirikitani, die in 2001 op ruim tachtigjarige leeftijd op straat leeft in SoHo, New York. Daar tekent hij katten, interneringskampen en de vlammen van de atoombom. De filmmaakster ontfermt zich over hem na verwoesting van 11 september 2001 en neemt hem in huis. Hier vertelt Jimmy over zijn verleden: Hij is geboren in Californië en getogen in Hiroshima. Na de internering van Japanse Amerikanen verliest hij zijn Amerikaanse nationaliteit. De filmmaakster helpt de oude dakloze man bij het terugkrijgen van zijn Amerikaanse nationaliteit en de aanvraag van bijstand en een woning.
De film was keuzefilm van Zomergasten van 24 augustus 2008.